# Artabotrys costatus
Artabotrys costatus este o specie de plante angiosperme din genul Artabotrys, familia Annonaceae, descrisă de George King. Conform Catalogue of Life specia Artabotrys costatus nu are subspecii cunoscute.